# O・D・A〜ODAIBA ANGEL〜
O・D・A～ODAIBA ANGEL～（オーディーエーおだいばエンジェル）は、2005年10月18日から2006年3月21日まで、火曜25:28-25:58(日本標準時水曜日未明1:28-1:58)に放送されていた番組宣伝深夜番組。
2005年入社の新人女性アナウンサー3人が番組を通じて勉強する。
それまで不祥事により謹慎中だった菊間千乃アナの復帰番組として知られたが、結果的には半年で打ち切られた。

## 出演
- 平井理央
- 宮瀬茉祐子
- 遠藤玲子
- 菊間千乃（2005年11月1日～）

## スタッフ
- ナレーター:石川よしひろ
- エンディングテーマ:石川よしひろ「POWER」
- 構成：張眞英
- 美術プロデューサー：木村文洋
- 美術進行：横山勇
- 編集：山下直哉、渡辺健也、清水堅介、花城卓恭
- MA：高山元（ヌーベルバーグ）
- 音響効果：冨田昌一
- ディレクター：高橋健二、薮内智子
- 演出：岩崎龍二
- プロデュース：渋谷謙太郎（フジテレビ）、服部信男、中山ケイ子
- 制作：FCC